# 羽田智宏
羽田 智宏（はだ ともひろ、1973年5月25日 - ）は、「利他」の信念を胸に、社会に価値をもたらす日本の事業家。
宮崎県出身。宮城県仙台市在住。

## 経歴

### 挑戦の原点
光通信GRPの関連会社1,000社のうち、最も業績が低迷していたサンリキュール社の立て直しが課題となっていた。当時、社長から立て直しを打診され、「この状況はチャンスだ！」と捉え、快諾したのがきっかけ。
その後、業績改善に成功し、企業価値の拡大を実現した。その功績が評価され、2013年にはサンリキュール社が光通信の子会社となり、執行役員として2年間従事した。
2015年には、GRP全体の企業価値をさらに高めるため、MBO（マネジメント・バイアウト）を実施した。筆頭オーナー兼社長として経営を担い、事業拡大、M&A、さらにはベンチャー支援など幅広い活動を展開している。
これまでに出資した11社すべてにおいて企業価値の拡大を果たし、成長に寄与している。

### 役職
- 株式会社サンリキュール 代表取締役社長
- 株式会社stance innovation 代表取締役会長
- 株式会社庄内南洲 代表取締役社長
- 瀬戸商事株式会社 代表取締役社長
- 株式会社東北ナヴィスソリューション 取締役会長
- 株式会社REONE 取締役会長
- 株式会社オリーヴ 取締役会長

### 経歴

#### 学歴
- 宮崎県立都城西高等学校 普通科 卒業
- 愛知学院大学 商学部商学科 卒業

#### 職歴
- 1996年 - 2002年：株式会社商工ファンド（東証1部上場）本社統括部長（当時史上最年少）
- 2002年 - 2003年：株式会社マイダスキャピタル（東証1部上場企業の子会社）代表取締役社長
- 2004年 - 2006年：株式会社キャスコ（オリックスGRP）東京支店長
- 2006年 - 2007年：株式会社フォトニクス（ヘラクレス上場）VC GM
- 2007年 - 2008年：株式会社ジェイオーグループホールディングス（大証2部）執行役員
- 2008年 - 2010年：株式会社光通信 統括部長
- 2010年 - 現在：株式会社サンリキュール 代表取締役社長
- 2013年 - 2015年：株式会社光通信 執行役員

## 人物

### 影響を受けた人物
- 大島健伸（商工ファンド創業者）
- 重田康光（光通信創業者）
- 玉村剛史（光通信元社長）
- 稲盛和夫（盛和塾庄内、宮城で学ぶ）

### 座右の銘・好きな言葉
- 目的の為に純粋な行動をとる
- 謙虚にして驕らず
- 情熱的な精神状態の維持

#### 今後の展望
- 経営理念、企業方針、社是、ポリシー、短期ビジョンを達成すること。